# Chip Ganassi Racing

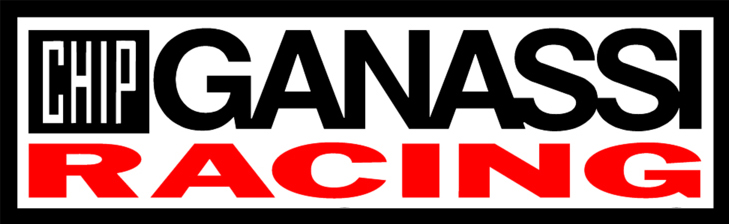
Logo zespołu

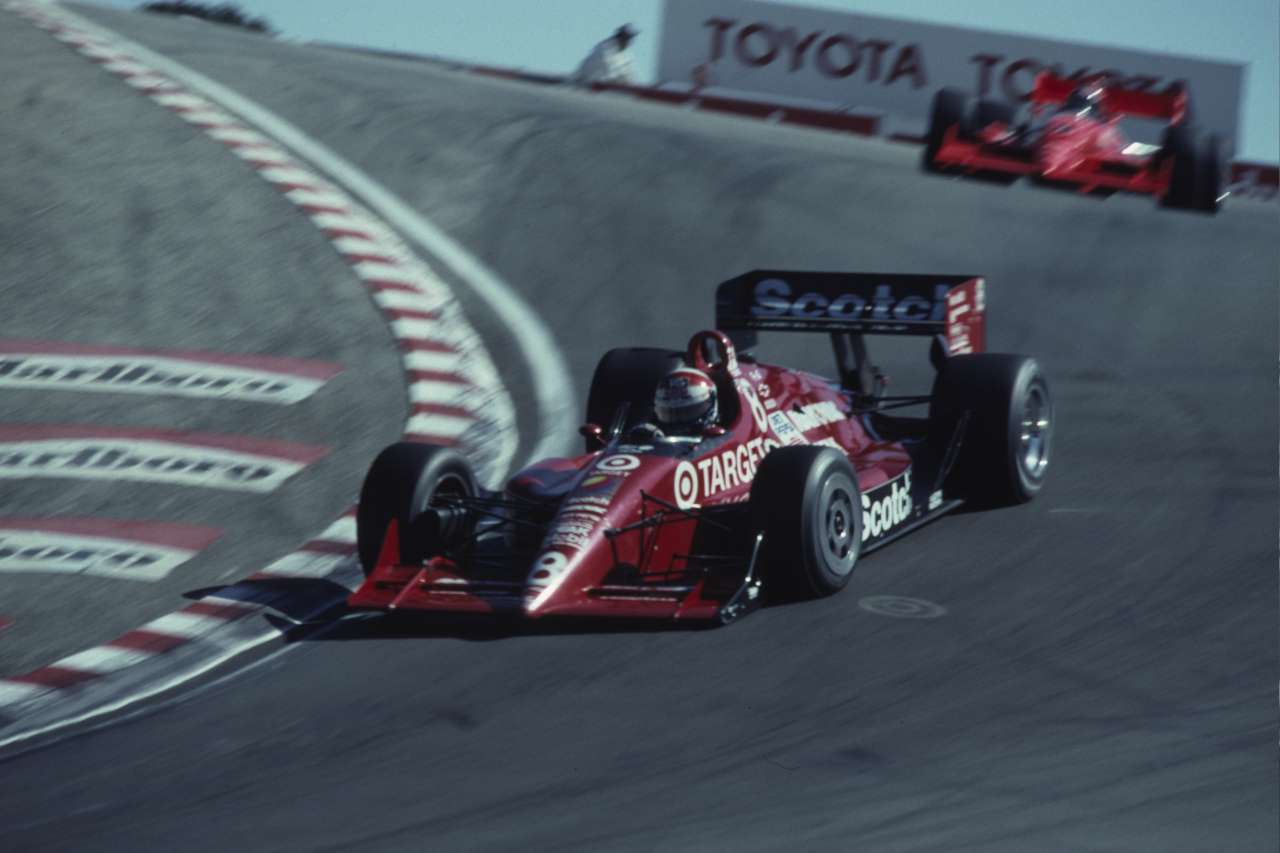
Eddie Cheever w 1991 roku

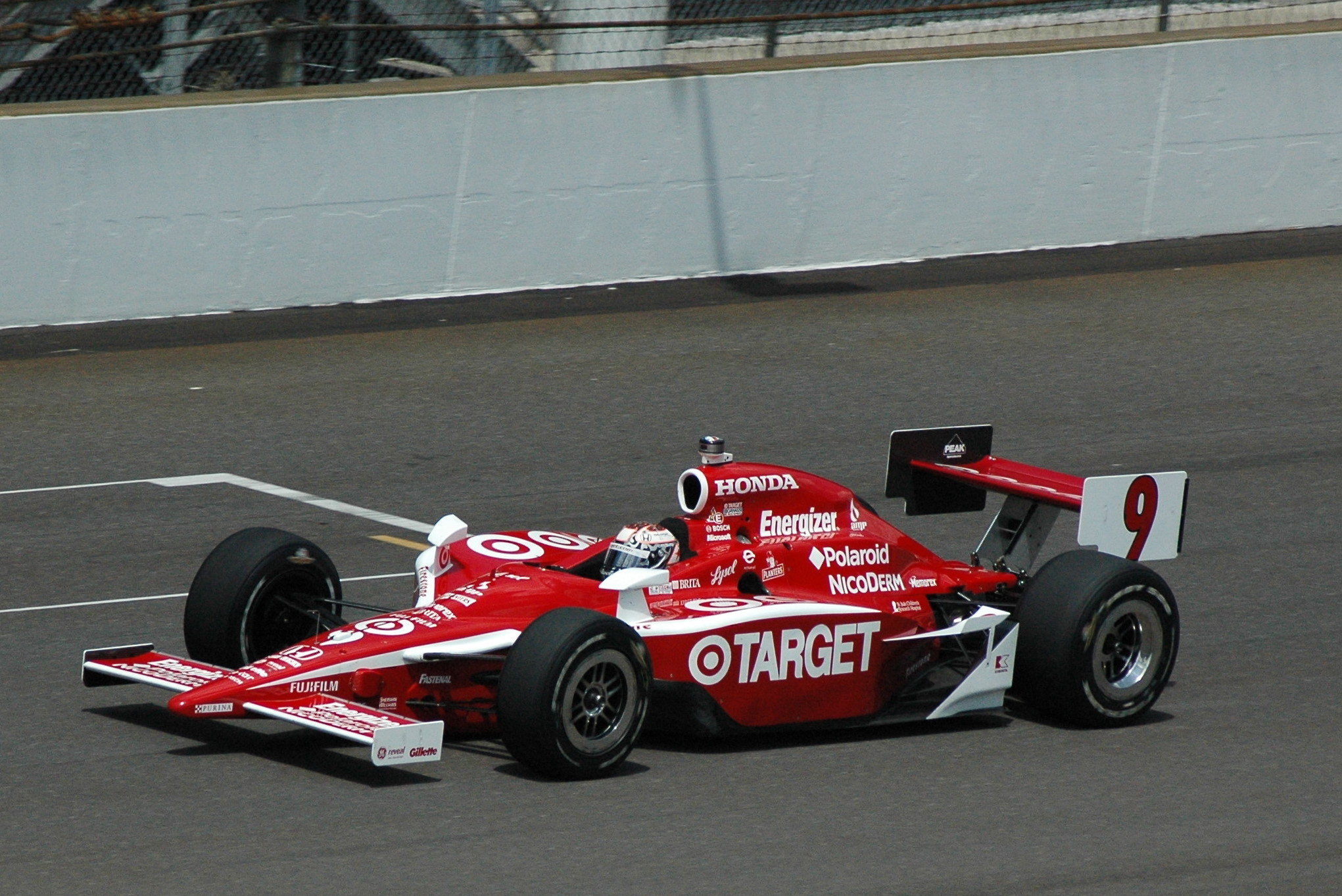
Scott Dixon w 2008 roku

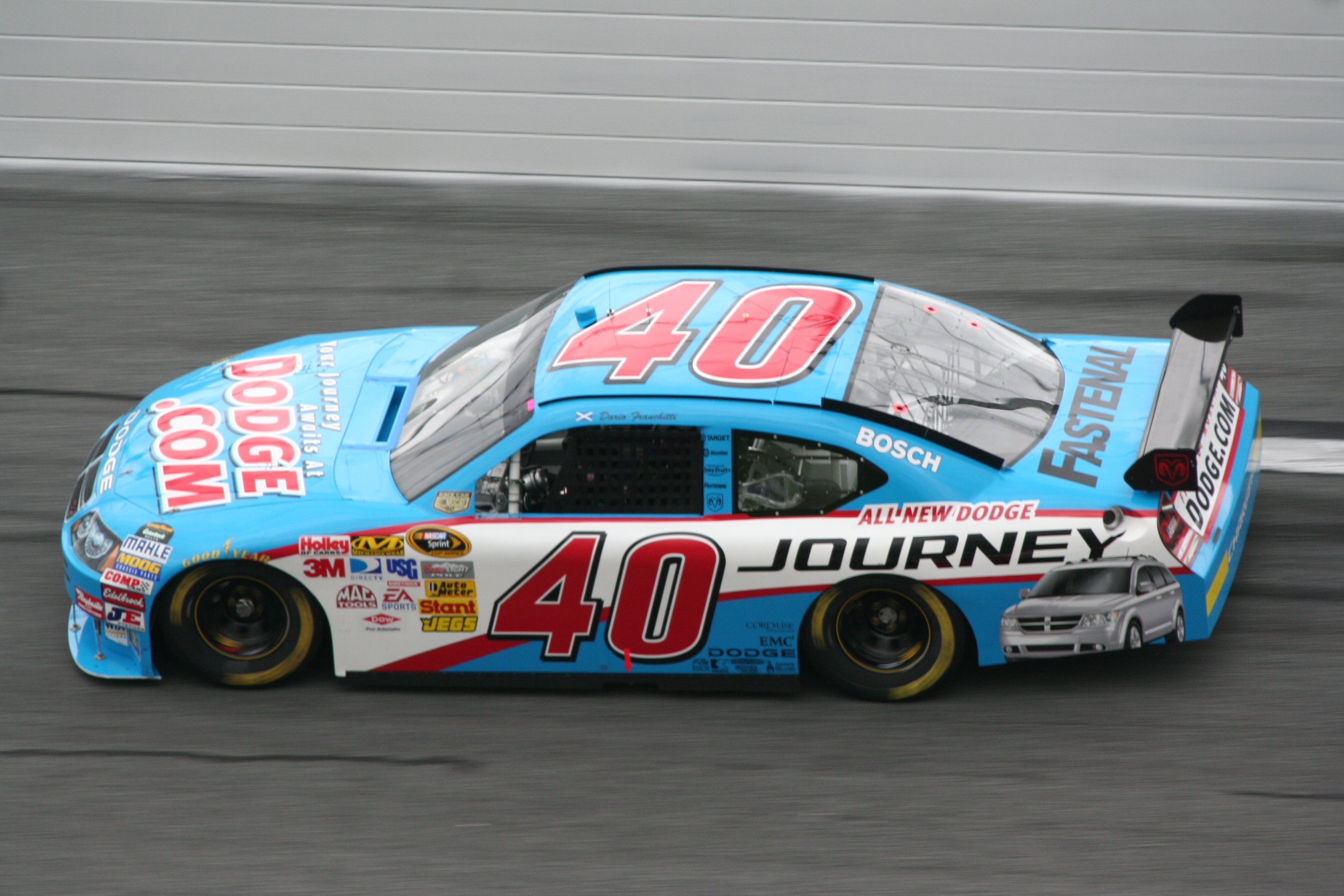
Dario Franchitti w 2008 roku

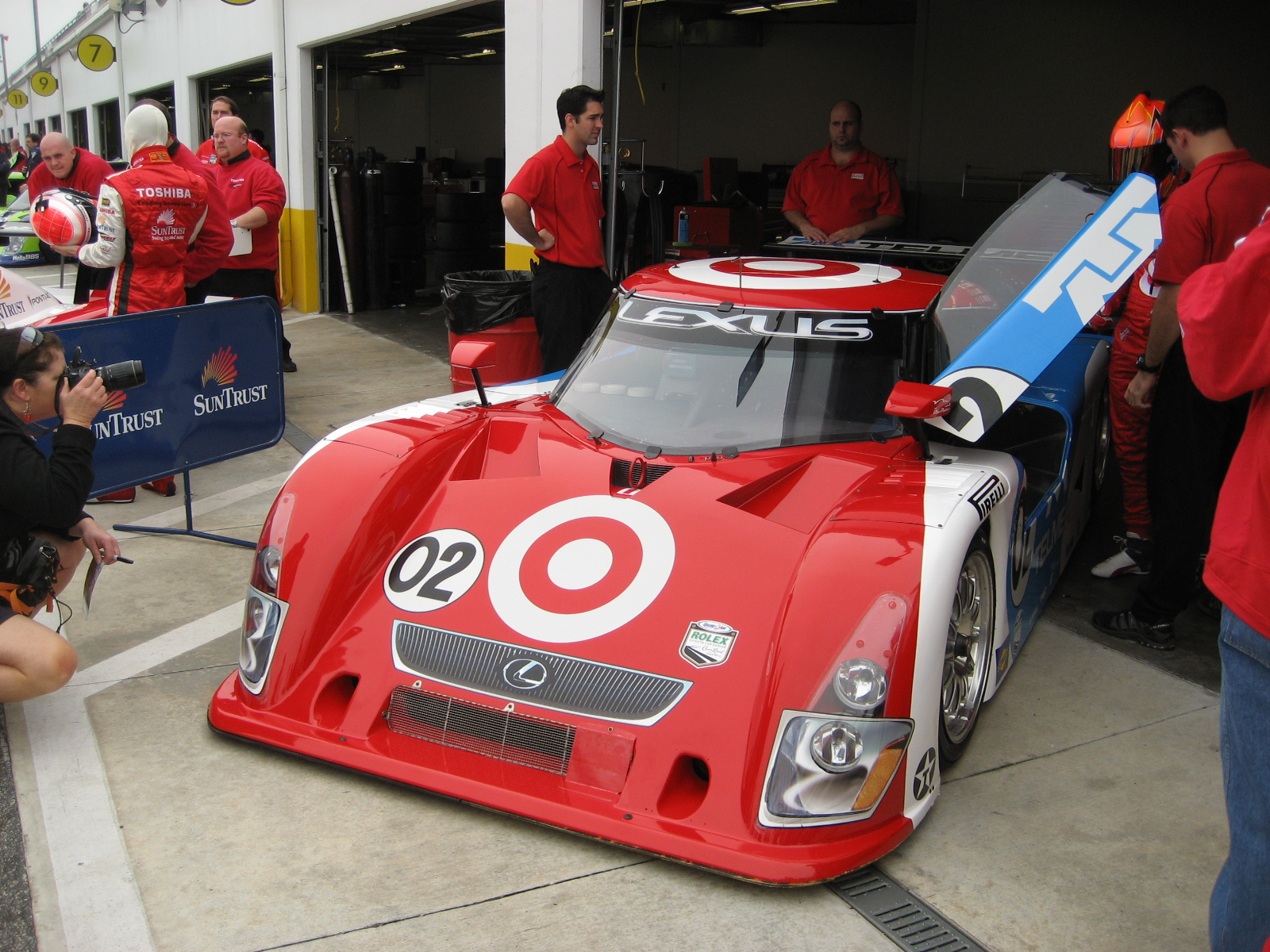
Riley-Lexus przed wyścigiem 24 godziny Daytony w 2008 roku

Chip Ganassi Racing – zespół wyścigowy startujący w serii IndyCar, NASCAR oraz Grand-Am.

## CART / IndyCar
W 1989 roku Chip Ganassi który do 1986 roku był kierowcą w serii CART, przyłączył się jako współwłaściciel do zespołu Patrick Racing. Kierowcą był wtedy Emerson Fittipaldi i w tym sezonie wygrał on wyścig Indianapolis 500 oraz cały cykl mistrzostw. W następnym sezonie Chip Ganassi odszedł aby stworzyć swój własny zespół w którym zatrudnił byłego kierowcę Formuły 1, Eddiego Cheevera.
Pierwsze zwycięstwo dla zespołu odniósł Michael Andretti w 1994 roku. W 1996 roku natomiast Jimmy Vasser zdobył pierwszy tytuł mistrzowski kierowców dla zespołu Ganassiego. Kolejne lata to kolejne tytuły mistrzowskie Alexa Zanardiego (1997 i 1998) oraz Juana Pablo Montoyi (1999).
W 2002 roku zespół Ganassiego wystartował równolegle w serii CART oraz Indy Racing League (w latach 2000-2001 wystawiał samochody tylko do wyścigu Indianapolis 500, który był rozgrywany w ramach serii IRL). Przed sezonem 2003 zespół wycofał się z CART i od tego czasu startuje tylko w serii IndyCar (od 2003 roku to oficjalna nazwa serii IRL).
Pierwsze zwycięstwo w IRL odniósł dla zespołu Juan Pablo Montoya już w roku 2000 startując w wyścigu Indianapolis 500. Pierwszy tytuł mistrzowski zespół zdobył w 2003 roku za sprawą Scotta Dixona. Dixon cały czas jest kierowcą zespołu i w 2008 roku zdobył w jego barwach drugi tytuł mistrzowski. A w 2013 trzeci.
W sezonie 2009 w zespole pojawił się w miejsce Dana Wheldona Dario Franchitti, który wcześniej zaliczył nieudaną przygodę z NASCARem w zespole Ganassiego. Powrót do IndyCar okazał się jednak bardzo udany bo już w pierwszym roku po powrocie Franchitti zdobył tytuł mistrzowski.

### Kierowcy
- Eddie Cheever (1990-1992)
- Arie Luyendyk (1992-1993, 1997)
- Robby Gordon (1992)
- Didier Theys (1992)
- Michael Andretti (1994)
- Mauricio Gugelmin (1994)
- Bryan Herta (1995)
- Mike Groff (1995)
- Jimmy Vasser (1995-2001)
- Alex Zanardi (1996-1998)
- Juan Pablo Montoya (1999-2000)
- Memo Gidley (2001)
- Nicolas Minassian (2001)
- Bruno Junqueira (2001-2002)
- Tony Stewart (2001)
- Kenny Bräck (2002)
- Jeff Ward (2002)
- Scott Dixon (2002-)
- Tomas Scheckter (2003)
- Darren Manning (2004-2005)
- Ryan Briscoe (2005)
- Jaques Lazier (2005)
- Giorgio Pantano (2005)
- Dan Wheldon (2006-2008)
- Dario Franchitti (2008-2013)
- Graham Rahal (2011-2012)
- Charlie Kimball (2011-2017)
- Alex Tagliani (2013)
- Tony Kanaan (2014-2017, 2021-)
- Sage Karam (2015)
- Sebastián Saavedra (2015)
- Max Chilton (2016-2017)
- Ed Jones (2018)
- Felix Rosenqvist (2019-2020)
- Marcus Ericsson (2020-)
- Álex Palou (2021-)
- Jimmie Johnson (2021-)

## NASCAR
W 2001 roku Chip Ganassi wykupił 80% udziałów w zespole SABCO Racing. Zespół zmienił nazwę na Chip Ganassi Racing with Felix Sabates i wystartował w serii NASCAR Sprint Cup samochodami marki Dodge. W sezonie 2008 głównymi kierowcami byli: Dario Franchitti (#40), Reed Sorenson (#41) i Juan Pablo Montoya (#42).
12 listopada 2008 zespół połączył się z Dale Earnhardt Incorporated i od sezonu 2009 wystartował pod nazwą Earnhardt Ganassi Racing with Felix Sabates zmienając markę samochodów na Chevroleta. Kierowcami zespołu byli: Martin Truex Jr. (#1), Aric Almirola (#8) i Juan Pablo Montoya (#42). W trakcie sezonu zespół został zmniejszony do dwóch samochodów (z braku sponsorów wycofano samochód #8). W sezonie 2010 główni kierowcy zespołu to: Jamie McMurray (#1) i ponownie Juan Pablo Montoya (#42).

## Grand-Am
Od 2004 roku zespół Chip Ganassi Racing startuje również w serii Grand-Am samochodem Riley-Lexus w klasie Daytona Prototype. Od samego początku kierowcą jest Scott Pruett, a partnerowali mu m.in. Max Papis, Luis Díaz i aktualnie Memo Rojas. W roku 2004 zespół zdobył tytuł mistrzowski zarówno wśród kierowców jak i zespołów. W latach 2006 i 2007 wygrali słynny wyścig 24 godziny Daytony.

### Kierowcy
- Scott Pruett (2004-)
- Max Papis
- Luis Díaz (2004-2006)
- Dan Wheldon
- Scott Dixon
- Casey Mears
- Juan Pablo Montoya
- Salvador Durán (2007-)
- Memo Rojas (2007-)
- Dario Franchitti